# Höfferhof
Höfferhof ist ein Weiler, der zur Stadt Lohmar im Rhein-Sieg-Kreis in Nordrhein-Westfalen gehört. 

## Geographie
Höfferhof liegt im Osten Lohmars. Umliegende Ortschaften und Weiler sind Weeg im Nordosten, Hausdorp im Osten, Alfenhard im Südosten, Hausen im Südwesten, Jüchen im Westen, Mackenbach im Nordwesten sowie Dorpmühle im Nordwesten bis Norden.
Bei Höfferhof entspringt der Stolzenbach, ein orographisch linker Nebenfluss der Agger. Nordöstlich von Höfferhof entspringt ein namenloser Zufluss des Atzenbachs, eines linken Nebenflusses der Agger.

## Geschichte
Im Jahre 1885 hatte Höfferhof 17 Einwohner, die in vier Häusern lebten.
Nach einem Adressbuch aus dem Jahre 1901 zählte der Ort Höfferhof fünf Ackerer.
Bis 1969 gehörte Höfferhof zu der bis dahin eigenständigen Gemeinde Wahlscheid.

## Verkehr
Höfferhof liegt westlich der Kreisstraße K 34.